# Ronny Martens
Ronny Martens (Grammont, 1958. december 22. –) Európa-bajnoki ezüstérmes belga labdarúgó, csatár.
Részt vett az 1980-as olaszországi Európa-bajnokságon, de mérkőzésen nem szerepelt és a válogatottban sem mutatkozott be.

## Sikerei, díjai
Belgium
- Európa-bajnokság
  - ezüstérmes: 1980, Olaszország

 KAA Gent
- Belga bajnokság
  - gólkirály: 1984–85